# Balong Gede
Balong Gede is een bestuurslaag in het regentschap Kota Bandung van de provincie West-Java, Indonesië. Balong Gede telt 8351 inwoners (volkstelling 2010).